# Karyna Stankowa
Karyna Kostiantyniwna Stankowa (ukr. Карина Костянтинівна Станкова; ur. 19 marca 1994) – ukraińska zapaśniczka startująca w stylu wolnym. Ósma w Pucharze Świata w 2014. Wicemistrzyni Europy juniorów w 2012. 
Brązowa medalistka igrzysk młodzieży w 2010 roku.